# ابوبو
ابوبو (به لاتین: Abobo) در ساحل عاج است که در lagunes واقع شده‌است.

## خصوصیات
ابوبو ۹۰ کیلومترمربع مساحت و ۱٬۵۰۰٬۰۰۰ نفر جمعیت دارد.